# Josse De Pauw

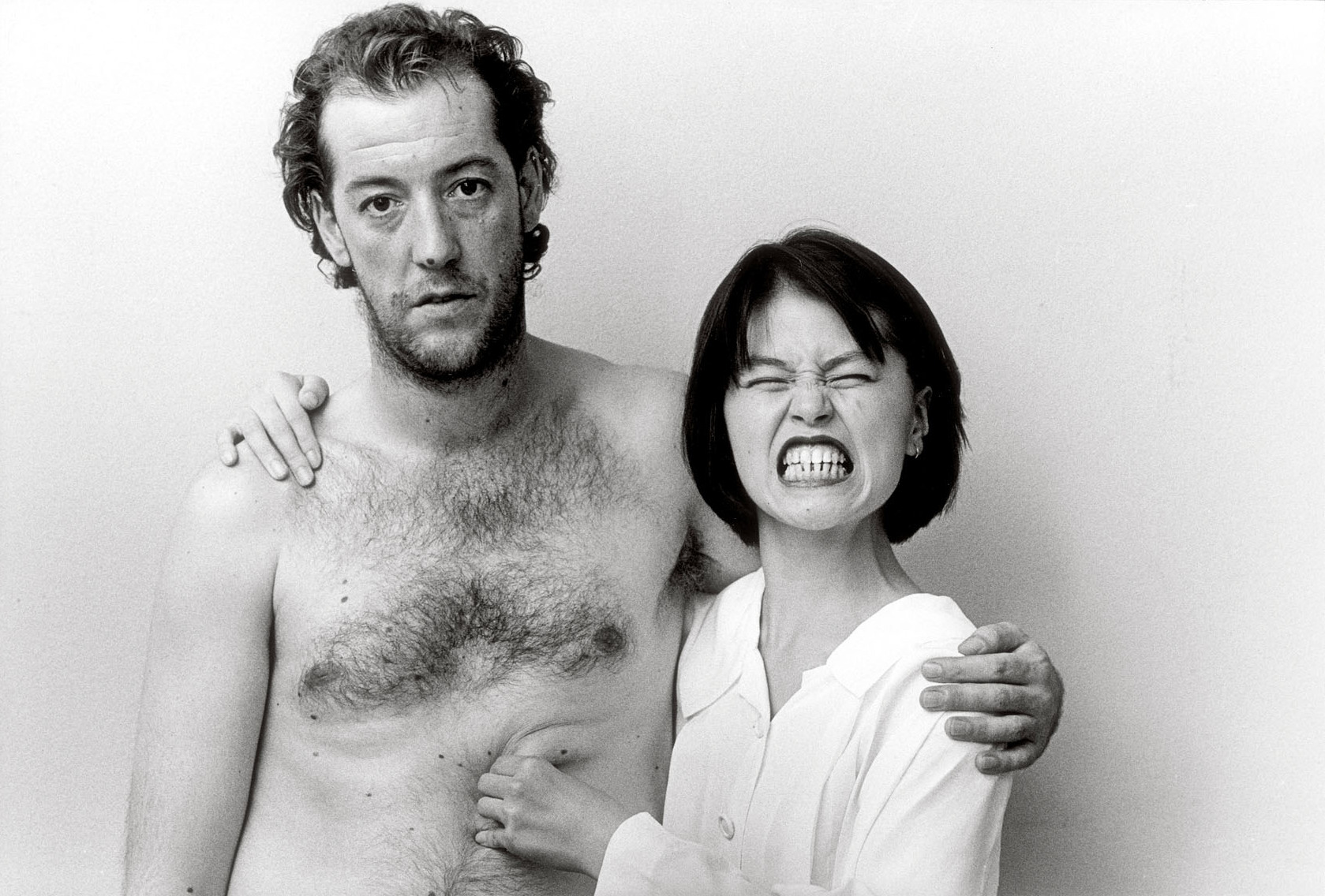
Josse De Pauw avec la danseuse Fumiyo Ikeda.

Josse De Pauw, né le 15 mars 1952 à Asse est un acteur, metteur en scène de théâtre et réalisateur de cinéma belge.

## Biographie
Josse De Pauw fut d'abord cofondateur de la troupe de théâtre des "Radeis", active de 1976 à 1984, puis du collectif d'artistes "Schaamte" (traduction littérale : "Honte") qui était précurseur du Kaaitheater, actuel lieu culturel important à Bruxelles. La troupe des Radeis a parcouru le monde avec ses spectacles sans paroles oscillant entre sensibilité, surréalisme et humour décalé. Citons "Vogels" en 1980, et "Échafaudages" présenté au Festival d'Avignon en 1983. 
En 1999 il était écrivain attitré ("artiste en résidence") et créateur de théâtre au Victoria de Gand. De 2000 à 2005 il fut directeur artistique du "Het Net" à Bruges . En 2005, il fut durant un an le directeur artistique du centre "Het Toneelhuis ion" à Anvers. Il est actuellement administrateur indépendant, et auteur de plusieurs pièces de théâtre, dont "Weg" et "Larf".
En tant qu'acteur, il a joué non seulement sur des scènes de théâtre mais aussi pour le cinéma et la télévision. On le retrouve à l'affiche de plus de 60 films, dont Everybody Famous (Iedereen beroemd!), film nommé aux Oscars du meilleur film en langue étrangère. Il a également dirigé deux longs métrages en tant que réalisateur.
Josse De Pauw apparaît dans les films Crazy Love, Wait until Spring Bandini, Hombres Complicados de Dominique Deruddere ou en 1988 dans Sailors Don't Cry de  Marc Didden.

## Filmographie
- 1984 : De stille Oceaan
- 1985 : Wildshut
- 1986 : L'Aiguilleur (De Wisselwachter)
- 1987 : Crazy Love (L'amour est un chien de l'enfer)
- 1989 : Wait until Spring, Bandini
- 1991 : Toto le héros
- 1992 : L'Ordre du jour
- 1993 : Aan Zee
- 1994 : Just Friends
- 1995 : De vliegende Hollander
- 1995 : The passion of Darkly Noon
- 1996 : Jeunesse sans dieu, TV
- 1996 : Zwarte sneeuw, série télévisée
- 1998 : Hombres Complicados
- 1999 : Pour toujours
- 2000 : Everybody Famous (Iedereen beroemd!)
- 2000 : Wild Mussels
- 2001 : Verboden te zuchten
- 2003 : De vreemde Mann
- 2004 : 25 degrés en hiver
- 2005 : Een ander zijn geluk de Fien Troch : Inspecteur
- 2006 : Kruistocht in spijkerbroek : Axe-Man
- 2007 : Firmin : le père de Lies
- 2008 : Vinyan : Matthias
- 2009 : Pour un fils de Alix de Maistre : Paul
- 2009 : 10 Min (voix)
- 2010 : Orly : Theo
- 2010 : Pulsar : Vader
- 2014 : Flying Home de  Dominique Deruddere : Priest
- 2015 : Guest
- 2017 :  Cargo de Gilles Coulier :

## Distinctions
- à trois reprises le prix Joseph Plateau du meilleur acteur belge en 1987, 1994 et 2000.
- prix de la Communauté Flamande pour l'écriture scénique
- en 2000, le Prix Océ [5] pour l'ensemble de ses prestations artistiques, dont les pièces 'Weg' et 'Larf'.
- en 2001, "De Grote Theaterfestivalprijs" pour son spectacle "Übung" (production Victoria, Gent).
- le livre "Werk" a obtenu le prix littéraire Seghers (Seghers Literatuurprijs) en 2001, et a été nommé pour le Gouden Uil 2000.
- prix Lucy B. et C.W. van der Hoogt 2002 de la Société des Lettres Néerlandaise (Maatschappij der Nederlandse Letterkunde) pour le livre "Werk".